# Anna Begounova
Anna Evgenïevna Begounova (en russe : Анна Евгеньевна Бегунова) est une actrice russe de théâtre et de cinéma née le 24 juillet 1986 à Omsk.

## Biographie
Anna Begounova sort diplômée du Théâtre d'art de Moscou en 2006 (cours de Sergueï Zemtsov et d'Igor Zolotovitski) et intègre la troupe du Théâtre Pouchkine de Moscou cette même année.
À la télévision, on la voit sous les traits de Yula dans l'émission pour enfants Volshebny chulanchik (Волшебный чуланчик) diffusée sur la chaîne Bibigon en 2007. Elle participe en 2014 à la 5e saison du concours de patinage artistique L'Âge de glace, avec Povilas Vanagas.

### Vie privée
Anna Begounova est l'épouse de Sergueï Lavyguine, avec qui elle a eu un fils prénommé Fyodor.
Elle est la sœur cadette de l'actrice russe Anastassia Evgenïevna Vasilieva. C'est elle qui l'a inspirée à devenir actrice.

## Carrière

### Théâtre

#### Théâtre d'art Anton Tchekhov
- Ne vous séparez pas de ceux que vous aimez d'Aleksandre Volodine (S liubimymi ne rasstavaites, 1972), l'adaptation de Viktor Ryzhakov (2005) : Ira

#### Théâtre Pouchkine de Moscou
- Pieds nus dans le parc (en) (Bosikom po parku) de Neil Simon, l'adaptation d'Evgueni Pissarev (ru): Corrie Bratter[4]
- Lend Me a Tenor (en) de Ken Ludwig (en) (Odolzhite tenora!), l'adaptation d'Evgueni Pissarev (2005) : Maggie Saunders[5]
- Beaucoup de bruit pour rien de William Shakespeare (Mnogo shuma iz nichego), l'adaptation d'Evgueni Pissarev (2001) : Héro, fille de Léonato[6]
- La Bonne Âme du Se-Tchouan (Dobryi chelovek iz Sezuana) de Bertolt Brecht, mise en scène de Youri Boutoussov
- Talents et adorateurs (Talanty i pokoiniki) d'après la pièce de Mark Twain Mort ou vivant?, l'adaptation d'Evgueni Pissarev (ru) (2012)[7]
- La Fleur écarlate (en) (Alen'kii tsvetochek) d'après le conte de Sergueï Aksakov, adaptation de Leonid Loukianov[8]
- Le Chat botté (Kot v sapogakh), pièce d'Evgueni Friedman adaptée du conte de Charles Perrault, l'adaptation d'Evgueni Pissarev : princesse Étincelle [9]

### Filmographie
Cinéma
- 2005 : Évasion (ru) (Побег, Pobeg) de Yegor Kontchalovski (ru)
- 2007 : Cruauté (ru) (Жестокость, Zhestokost) de Marina Lubakova : Vika
- 2008 : Heartbreakers (Сердцеедки, Serdtseedki) d'Ulanbek Bayalyev (ru) : Alissa
- 2010 : Mercure rouge (et) d'Andres Puustusmaa (et) : Sveta
- 2011 : Accroché (ru) (На крючке!, Na kriuchke!) de Natalia Ouglitskikh (ru) : une anglaise
- 2013 : Le Remède à la peur (Лекарство против страха, Lekarstvo protiv strakha) d'Aleksandre Aravine : Olga, femme de Dmitri Varandine

Télévision
- 2004 : Femmes dans le jeu sans règles (Женщины в игре без правил, Zhenshchiny v igre bez pravil), série télévisée de Youri Moroz : fille de Vesnine
- 2004 : À toute allure (Полный вперёд!, Polny vpered!), série télévisée d'Andreï Panine et Tamara Vladimirtseva : Katia Svechkina
- 2008 : Cache-cache (Игра в прятки, Igra v priatki) téléfilm de Maria Snezhnaïa : Nadezhda
- 2009 : Churchill (Черчилль, Cherchill) série télévisée d'Oksana Bytchkova et Boris Khlebnikov (épisode 8 Ubei menia) : Iulia "Links"
- 2010 : Les Voix (Голоса, Golosa) série télévisée de Nana Georgadze : Dacha
- 2011 : Ma fille chérie (Дорогая моя доченька, Dorogaia moia dochenka), téléfilm de Jaffar Akhoundzade : Olia, amie de Veronika
- 2012 : L'Héritière (Наследница, Naslednitsa) série télévisée d'Andreï Libenson
- 2012 : Ma grande famille (Моя большая семья, Moia bolchaia semia), série télévisée de David Tkebuchava : Raika, femme de Vasilenko
- 2013 : Les Aléas du destin (Повороты судьбы, Povoroty sudby), série télévisée d'Aleksandre Zamiatine : Maria Tarabanova
- 2014 - 2015 : La Cuisine, série télévisée (épisodes 4-6) : Marina, femme de Zhenia
- 2016 à présent : Hôtel Eleon : Marina